# نارگیل کوهی
نارگیل کوهی (نام علمی: Parajubaea cocoides) نام یک گونه از سرده پیراشیلی‌نخل‌ها است.